# Alfa Romeo 146

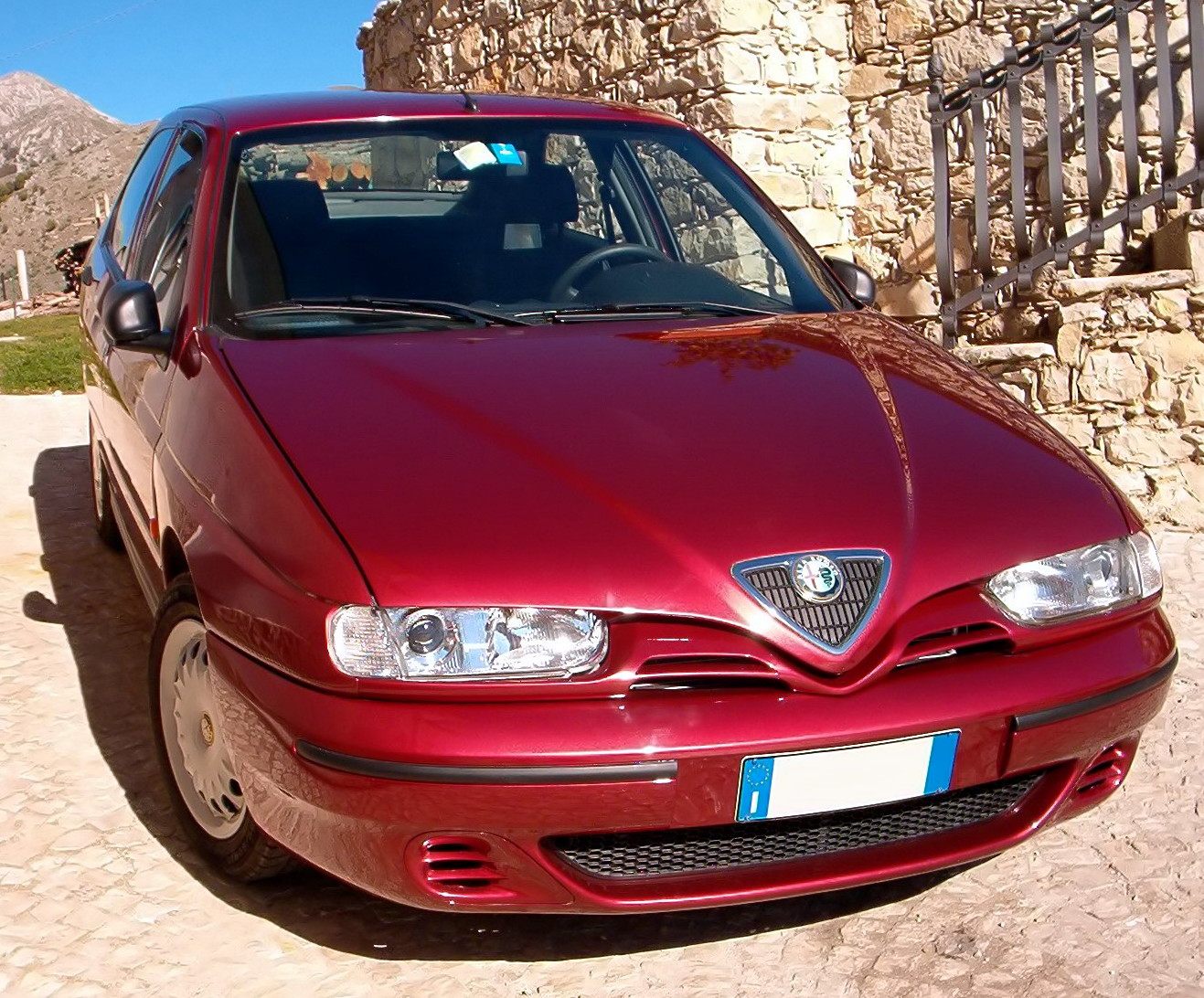
Alfa Romeo 146.

De Alfa Romeo 146 is een compacte wagen van het Italiaanse automerk Alfa Romeo, gebouwd tussen 1995 en 2001. De Alfa Romeo 145 is technisch geheel identiek aan de 146, maar heeft een andere carrosserie.